# Frank-Peter Roetsch
Frank-Peter Roetsch (Güstrow, 19 aprile 1964) è un ex biatleta tedesco orientale.
Alla fine della carriera, dopo la riunificazione tedesca (1990), ha gareggiato per la nazionale tedesca.

## Biografia

### Carriera agonistica
Figlio di un minatore, Frank-Peter Roetsch iniziò a praticare biathlon a livello agonistico nel 1979; nel 1981 vinse la medaglia d'oro ai Mondiali juniores di quell'anno nella staffetta, ripetendosi anche l'anno successivo. Nel 1983 ottenne il primo successo al massimo livello internazionale, vincendo la medaglia d'argento nell'individuale ai Mondiali di Anterselva alle spalle di Frank Ullrich; nella sprint invece si fermò al quarto posto a circa cinque secondi dal terzo, Alfred Eder. Insieme a Ullrich, Mathias Jung e Matthias Jacob vinse anche un secondo argento, nella staffetta vinta dall'Unione Sovietica. In quella stagione Roetsch vinse anche il titolo nella sprint e nella staffetta ai Campionati nazionali.
Nella stagione 1983-1984 vinse non solo la Coppa del Mondo, ma anche la medaglia d'argento nell'individuale ai XIV Giochi olimpici invernali di Sarajevo 1984. Nel 1985 vinse nuovamente la Coppa del Mondo e ai Mondiali di Egg am Etzl/Ruhpolding ottenne il suo primo titolo iridato, nella sprint, mentre anche in quell'occasione furono atleti sovietici limitarlo all'argento, nell'individuale (vinta da Jurij Kaškarov) e nella staffetta. Nel 1985 a Oberhof fu il primo atleta a utilizzare il pattinato nel biathlon, vincendo la gara.
Nella stagione 1985-1986 Roetsch non riuscì a ripetere i successi degli anni precedenti, tanto che non raggiunse nemmeno il podio della Coppa del Mondo vinta quell'anno da André Sehmisch tra i primi tre posti. Ai Mondiali di Falun/Oslo riuscì comunque a vincere l'argento nella staffetta (con Jürgen Wirth, Sehmisch e Jacob), ancora una volta dietro alla squadra dell'Urss.
Nel 1987 ritornò sulla strada del successo vincendo per la terza e ultima volta la classifica di Coppa del Mondo. Ai Mondiali di Lahti/Lake Placid vinse tutti e tre i titoli e anche a livello nazionale si aggiudicò individuale e sprint. La stagione 1988 portò il più grande successo nella carriera di Roetsch: ai XV Giochi olimpici invernali di Calgary 1988 vinse il titolo sia nell'individuale sia nella sprint, diventando così il primo biatleta in grado di vincere entrambi i titoli individuali alle Olimpiadi. Dalla stagione successiva non ottenne più risultati di rilievo, a parte l'oro nella staffetta ai Mondiali di Feistritz 1989. I XVI Giochi olimpici invernali di Albertville 1992 furono l'ultimo grande evento a cui partecipò, ottenendo il 53º posto nella sprint e il 9° nell'individuale prima del ritiro a fine stagione.

### Altre attività
Diplomatosi nel 1982, da quello stesso anno lavorò per la Polizia popolare arrivando ad acquisire il grado di capitano. Inoltre entrò a far parte del Partito Socialista Unificato di Germania (SED).
Dopo il ritirò si stabilì a Dresda, dove lavora come agente nel settore del marketing sportivo. Occasionalmente ha lavorato come commentatore per Eurosport.

## Palmarès

### Olimpiadi
- 3 medaglie:
  - 2 ori (individuale[2], sprint[2] a Calgary 1988)
  - 1 argento (individuale[2] a Sarajevo 1984)

### Mondiali
- 10 medaglie:
  - 5 ori (sprint[2] a Egg am Etzl/Ruhpolding 1985; individuale[2], sprint[2], staffetta a Lahti/Lake Placid 1987; staffetta a Feistritz 1989)
  - 5 argenti (individuale[2], staffetta ad Anterselva 1983; individuale[2], staffetta a Egg am Etzl/Ruhpolding 1985; staffetta a Falun/Oslo 1986)

### Mondiali juniores
- 2 ori (staffetta a Lahti 1981; staffetta a Minsk 1982)[senza fonte]

### Coppa del Mondo
- Vincitore della Coppa del Mondo nel 1984, nel 1985 e nel 1987
- 24 podi (23 individuali, 1 a squadre[3]), oltre a quelli conquistati in sede iridata e validi anche ai fini della Coppa del Mondo:
  - 11 vittorie (10 individuali, 1 a squadre)
  - 6 secondi posti (individuali)
  - 7 terzi posti  (individuali)

#### Coppa del Mondo - vittorie
| Data            | Località          | Nazione        | Spec.                                             |
| --------------- | ----------------- | -------------- | ------------------------------------------------- |
| 10 marzo 1983   | Oslo Holmenkollen | Norvegia       | SP                                                |
| 14 gennaio 1984 | Oberhof           | Germania Est   | SP                                                |
| 19 gennaio 1985 | Oberhof           | Germania Est   | SP                                                |
| 24 gennaio 1985 | Anterselva        | Italia         | IN                                                |
| 3 marzo 1985    | Lahti             | Finlandia      | SP                                                |
| 9 marzo 1985    | Oslo Holmenkollen | Norvegia       | SP                                                |
| 15 gennaio 1987 | Anterselva        | Italia         | IN                                                |
| 21 gennaio 1988 | Anterselva        | Italia         | SP                                                |
| 12 marzo 1988   | Oslo Holmenkollen | Norvegia       | SP                                                |
| 28 gennaio 1989 | Ruhpolding        | Germania Ovest | SP                                                |
| 29 gennaio 1989 | Ruhpolding        | Germania Ovest | RL (con Frank Luck, André Sehmisch e Birk Anders) |

Legenda:

IN = Individuale

SP = Sprint

RL = Staffetta

### Campionati tedeschi orientali
- 12 ori[senza fonte] (sprint, staffetta nel 1983[4]; staffetta nel 1984; individuale, sprint, staffetta nel 1985; staffetta nel 1986; individuale, sprint nel 1985; individuale, staffetta nel 1988; staffetta nel 1989)[senza fonte]